# Köln-Mindener Eisenbahn-Gesellschaft
| Streckennetz der Köln-Mindener Eisenbahn-Gesellschaft | Streckennetz der Köln-Mindener Eisenbahn-Gesellschaft |
| ----------------------------------------------------- | ----------------------------------------------------- |
|                                                       |                                                       |
| Stammstrecke                                          | 1845–47                                               |
| Hollandstrecke                                        | 1854–1856                                             |
| Deutz-Gießener Eisenbahn                              | 1859–62                                               |
| Hamburg-Venloer Bahn                                  | 1870–74                                               |
| Emschertalbahn                                        | 1866–78                                               |
| Strecke Wesel–Bocholt                                 | 1878                                                  |
| Strecke Herford–Detmold                               | 1879/80                                               |

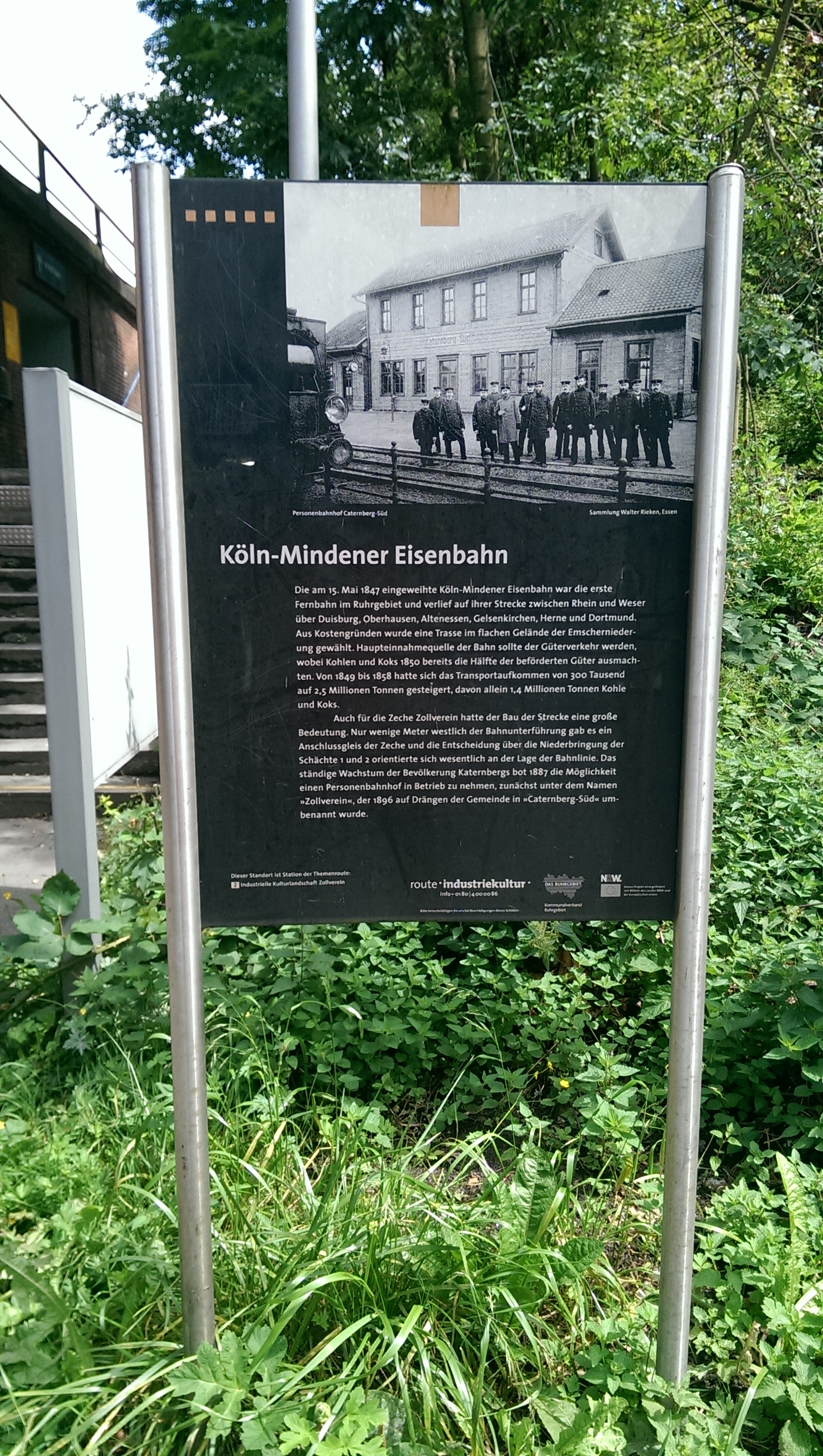
Hinweisschild der Route der Industriekultur am Bahnhof Essen-Katernberg Süd

Die Köln-Mindener Eisenbahn-Gesellschaft (früher auch „Cöln-Mindener Eisenbahn-Gesellschaft“ geschrieben, Kurzform daher üblicherweise „CME“) gehörte neben der Bergisch-Märkischen und der Rheinischen zu den großen Eisenbahn-Gesellschaften, die ab der Mitte des 19. Jahrhunderts das Ruhrgebiet und große Teile des heutigen Nordrhein-Westfalens mit Eisenbahnstrecken erschlossen.

## Gründung
Die Köln-Mindener Eisenbahn-Gesellschaft wurde 1843 in Köln gegründet, um eine Eisenbahnstrecke zwischen dem 1815 preußisch gewordenen Rheinland und den norddeutschen Seehäfen sowie der preußischen Landeshauptstadt Berlin zu errichten. Ab den 1830er Jahren hatten mehrere Eisenbahnkomitees in den Städten Düsseldorf, Köln und Aachen untereinander und mit der preußischen Regierung um eine Lösung gerungen. Im Vordergrund aller Bemühungen stand bei allen Beteiligten die Umgehung der niederländischen Rheinzölle, die die Ein- und Ausfuhr von Waren beim Transport auf dem Rhein erheblich verteuerten.
Ein Teil der Kölner Komiteemitglieder unter David Hansemann und das Aachener Komitee sprachen sich für eine Bahnstrecke durch das 1830 unabhängig gewordene Belgien zum Seehafen Antwerpen aus. Sie gründeten schon am 9. Juli 1837 in Köln die Rheinische Eisenbahn-Gesellschaft und begannen mit dem Bau der Bahnlinie von Köln über Aachen zur belgischen Grenze, die von 1839 bis 1843 abschnittweise in Betrieb ging.
Die anderen Interessenten sahen größere Vorteile in einer Verbindung zwischen dem Rheinland und der Weser mit einer Endstation in Minden, um von dort per Schiff eine Verbindung mit dem Seehafen Bremen zu nutzen. Gleichzeitig warben Eisenbahninteressenten aus dem Königreich Hannover für eine Bahnverbindung über Hannover, Braunschweig, Magdeburg nach Berlin.
Das Königreich Preußen übernahm bei der Gründung der Gesellschaft 1/7 des Aktienkapitals.
Eduard Kühlwetter war von 1844 bis 1889 Dirigent/Direktor.

## Streckenbau

### Stammstrecke Köln–Minden

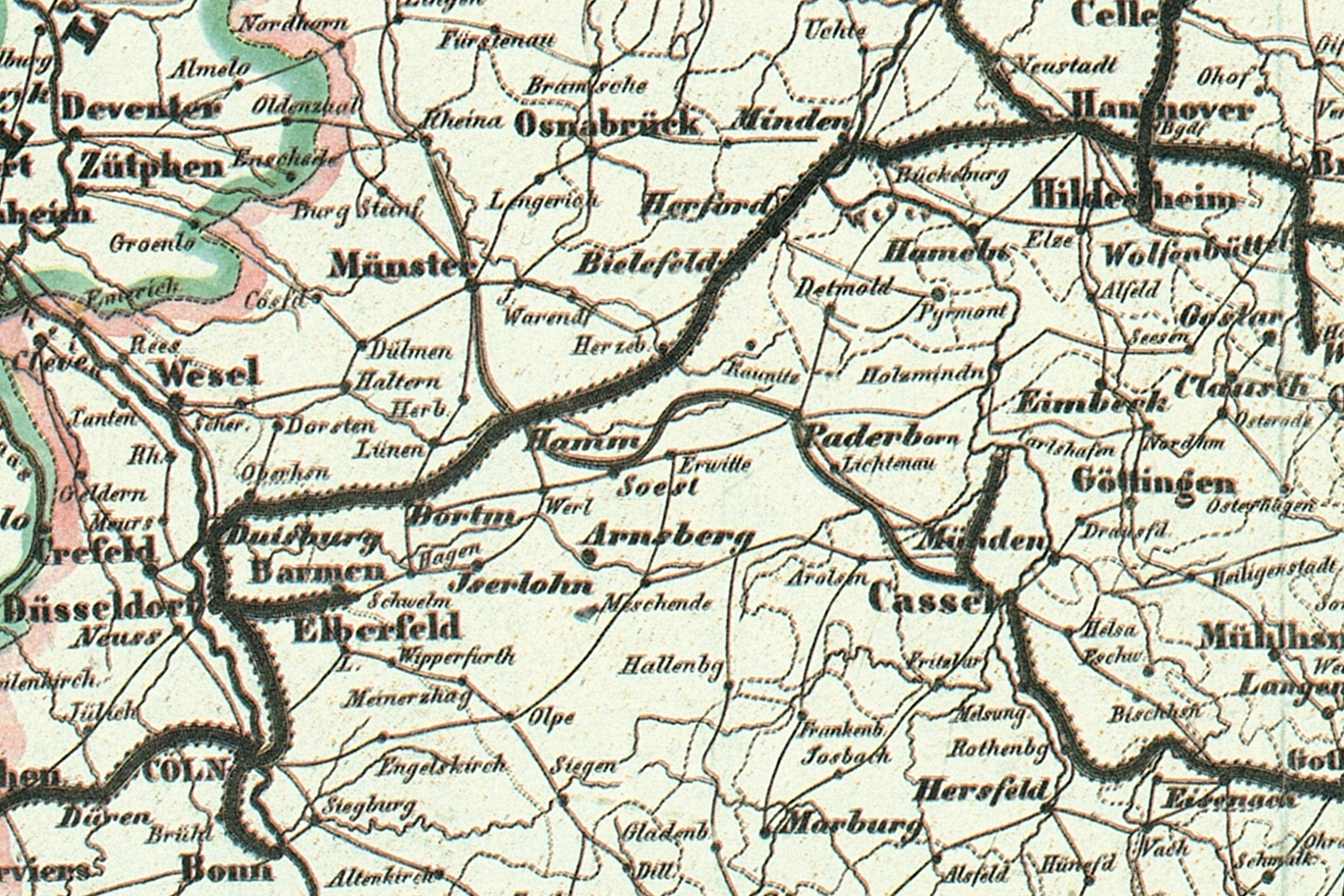
Stammstrecke der Köln-Mindener Eisenbahn-Gesellschaft auf der Bahnkarte Deutschland 1849

Längere Verhandlungen wurden hinsichtlich der Trasse zwischen Köln und Dortmund geführt. Die Interessenten aus dem Bergischen Land und aus der Industrieregion im Wuppertal wünschten eine Strecke durch das dortige Hügelland. Dies wurde aber von der Gesellschaft wegen zu hoher Kosten für die erforderlichen Kunstbauten abgelehnt. Ein Gutachten des Aachener Kaufmanns und Bankiers David Hansemann gab den Ausschlag, die Strecke über Düsseldorf, Duisburg und das heutige Ruhrgebiet zu führen und das Tal der Wupper zu umgehen. Hansemann hatte die Bergische Trasse als volkswirtschaftlich bedeutender angesehen, aber der anderen aus Kostengründen den Vorzug gegeben.

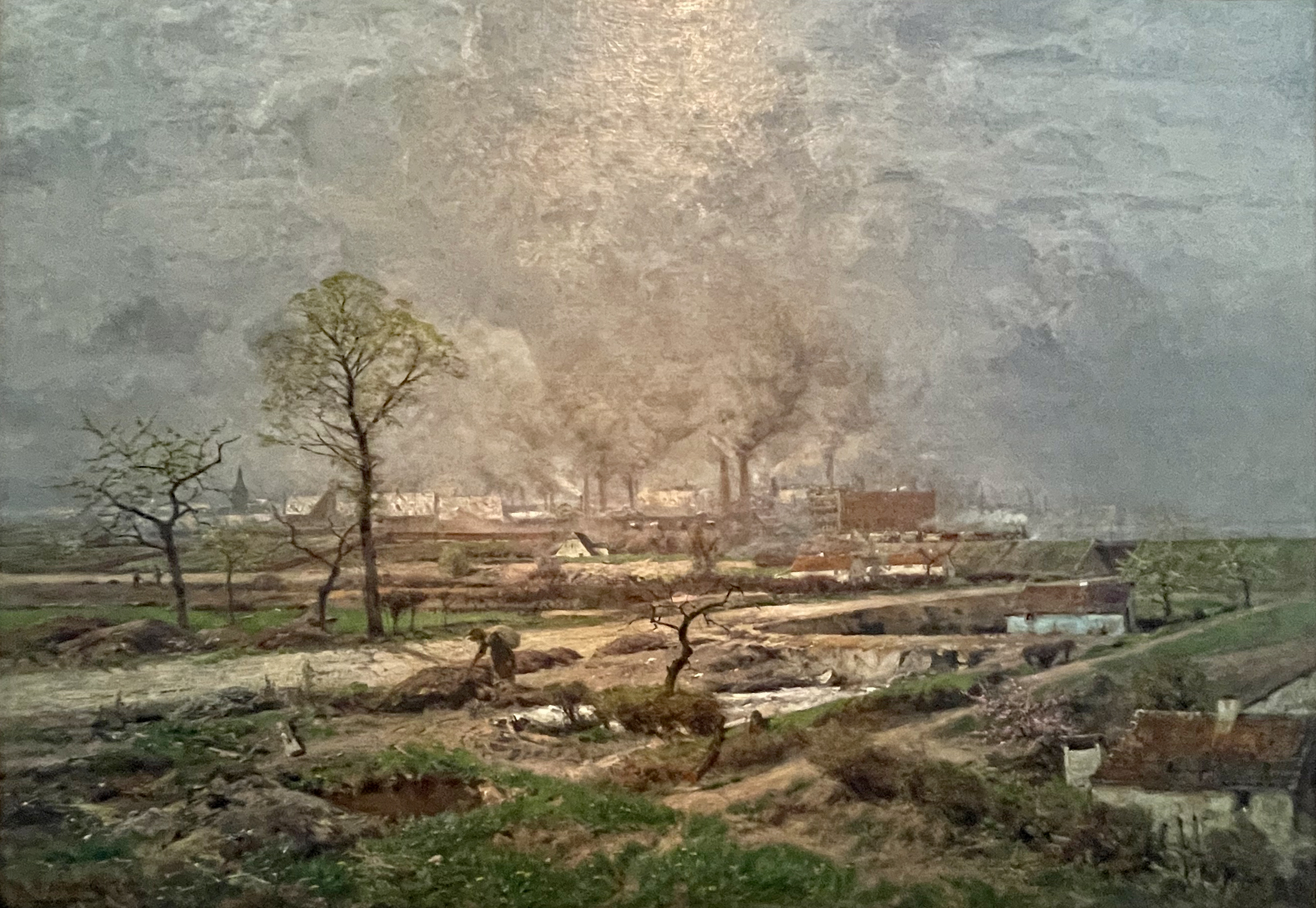
Sicht vom 1891 angelegten Volksgarten auf das Industriegebiet von Düsseldorf-Oberbilk. Im Vordergrund die Köln-Mindener Eisenbahnstrecke. Heinrich Hartung (1897)

Am 18. Dezember 1843 erhielt die Cöln-Mindener Eisenbahn-Gesellschaft dann die preußische Konzession für die Strecke von Deutz über Mülheim am Rhein, Düsseldorf, Duisburg, Oberhausen, Altenessen, Gelsenkirchen, Wanne, Herne und Castrop-Rauxel nach Dortmund und weiter über Hamm, Oelde, Rheda, Bielefeld und Herford bis nach Minden. Mit dieser Streckenführung wurde die billigere Variante gewählt, die das Bergische Land nördlich weiträumig umfuhr.

Höhenprofil des verworfenen Trassenentwurfs von 1833 über Elberfeld, Barmen, Hagen, Dortmund, Soest, Lippstadt und Bielefeld

Die erste Teilstrecke Deutz–Düsseldorf wurde am 20. Dezember 1845, die zweite bis Duisburg am 9. Februar 1846 eröffnet. Im folgenden Jahr erreichte man am 15. Mai über Dortmund dann Hamm, und am 15. Oktober 1847 war die gesamte 263 Kilometer lange Strecke bis Minden zunächst eingleisig fertiggestellt. Am selben Tag ging auch die Strecke Hannover–Minden der Königlich Hannöverschen Staatseisenbahnen in Betrieb. Damit war eine der großen von Friedrich List vorgeschlagenen Bahnlinien, für die auch Friedrich Harkort geworben hatte, verwirklicht.

#### Schildescher Viadukt
Ein bemerkenswertes Brückenbauwerk im Verlauf der Stammstrecke ist der Viadukt im Bielefelder Stadtbezirk Schildesche. Das ursprüngliche Bauwerk wurde 1847 zweigleisig mit 28 Bögen fertiggestellt. 1917 wurde im Rahmen des viergleisigen Ausbaus der Strecke eine weitgehend baugleiche Brücke daneben gestellt. Nach schwerer Beschädigung im Zweiten Weltkrieg wurde der Personenverkehr bis 1965 über eine Umfahrungsstrecke, die so genannte „Gummibahn“, umgeleitet.

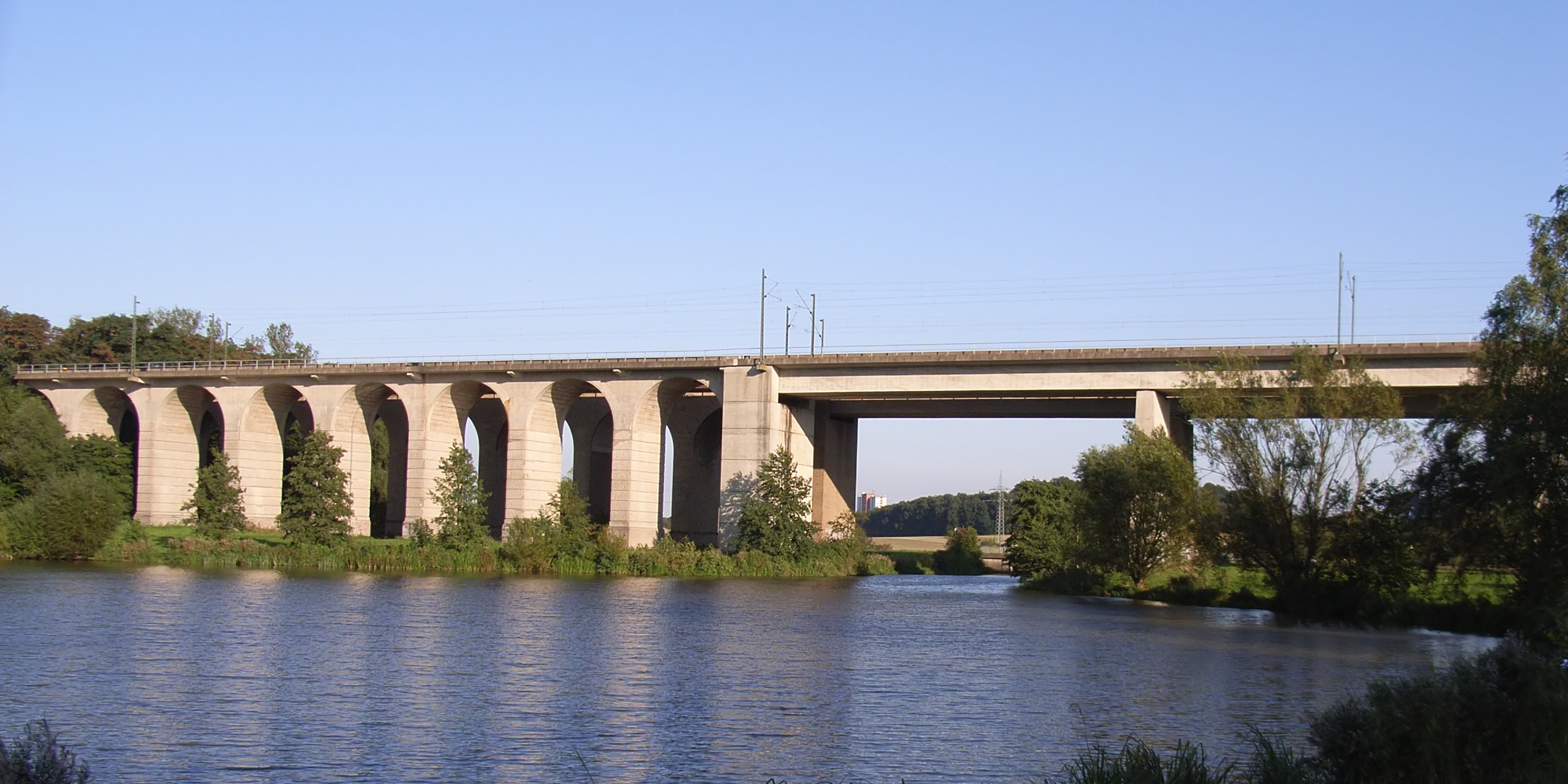
Schildescher Viadukt
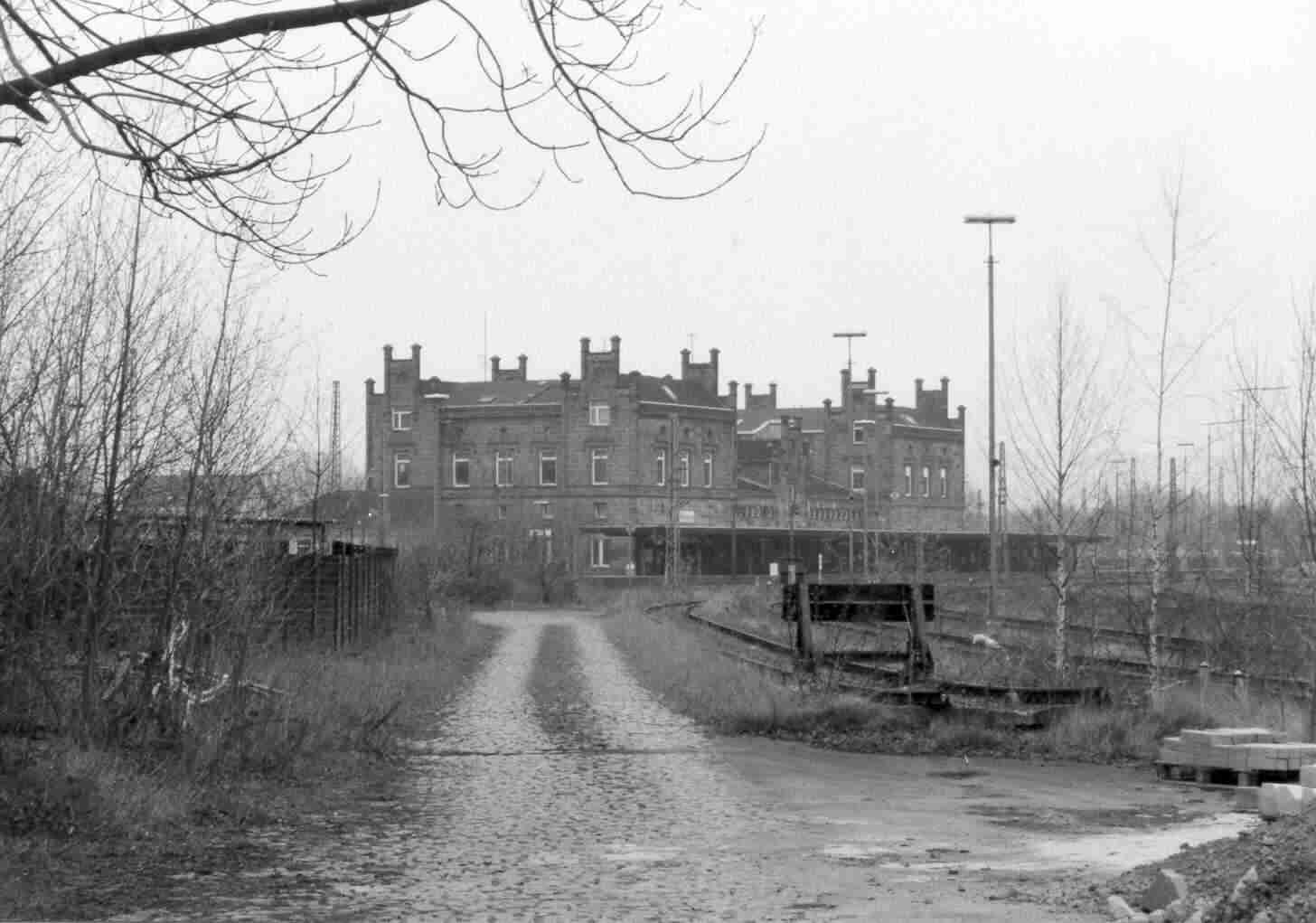
Der seit 1847 bestehende Bahnhof Minden
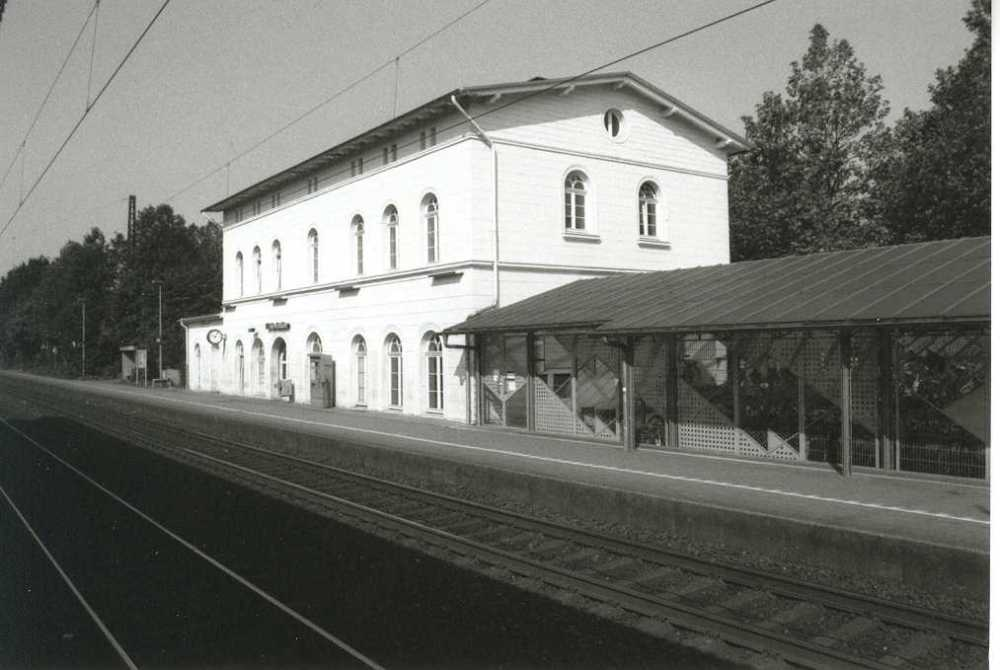
Der seit 1847 unveränderte Bahnhof von Kamen
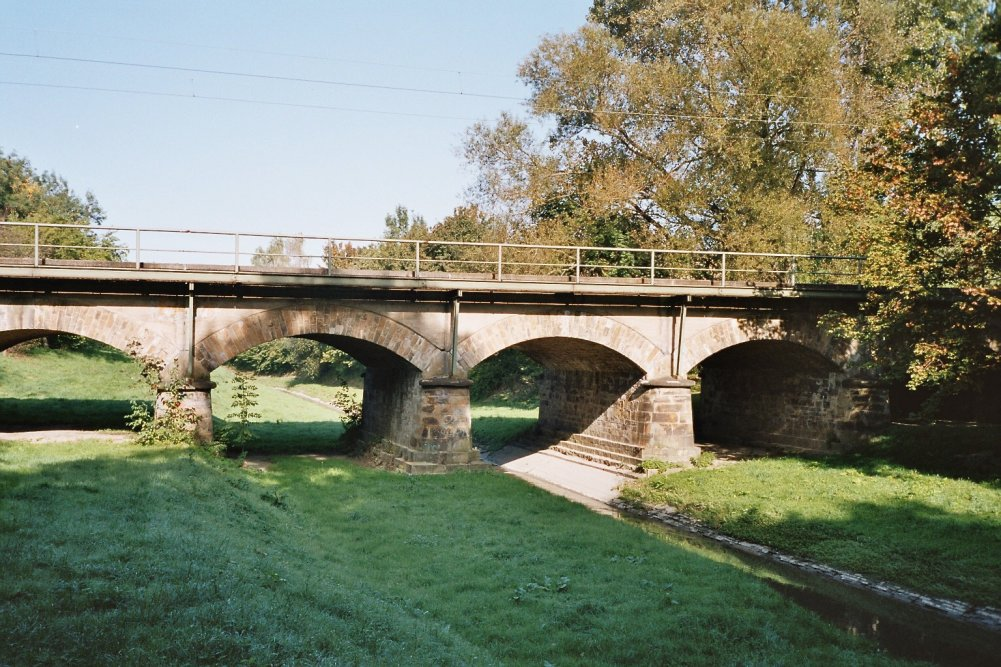
Die Sesekebrücke bei Kamen, Baujahr 1846

#### Anschlussbahnen
Der Bergbau, der mit seinen Kohlentransporten schon bald den damaligen Bahnverkehr dominieren sollte, suchte nun über zum Teil lange Anschlussbahnen eine Verbindung zu den Verladebahnhöfen an dieser neuen Strecke. In einem Geschäftsbericht der CME aus dem Jahre 1872 findet sich eine Tabelle von über 100 Anschlussbahnen. Einzelne sind nur wenige 100 Meter, die meisten aber bis zu 10 Kilometer lang. Nur sechs Anschlussstrecken standen im Eigentum der CME. 75 Anschlüsse wurden von Lokomotiven befahren. Über 25 wurden als Pferdebahnen betrieben, bei denen die Wagen „durch Menschen- und Pferdekräfte der resp. Eigenthümer“ bewegt wurden.

#### Trajekt Ruhrort–Homberg
Die CME beschränkte sich während ihres fast vierzigjährigen Bestehens weitgehend auf den Fernverkehr. Kürzere Anschluss- oder Verbindungslinien baute sie nur in wenigen Fällen, wie z. B. 1848 zu den Häfen in Duisburg und (Duisburg-)Ruhrort.
Noch während des Streckenneubaus hatte die Gesellschaft mit der Ruhrort-Crefeld-Kreis Gladbacher Eisenbahngesellschaft wegen einer Verbindung über den Rhein hinweg Kontakt aufgenommen. Diese Gespräche führten am 29. März 1849 zu einem Vertrag zwischen beiden Bahngesellschaften über die Einrichtung eines Fährverkehrs für Eisenbahnwagen. Das Trajekt Ruhrort–Homberg nahm am 12. November 1852 seinen Betrieb auf.

### Kölner Dombrücke
Staatlicherseits wurde die Gesellschaft seit Beginn der 1850er Jahre zum Bau einer Eisenbahnbrücke über den Rhein in Köln gedrängt. Auch der Rat der Stadt Köln wandte sich 1847 mit dem gleichen Anliegen an König Friedrich Wilhelm IV., der über das Ministerium für Handel, Gewerbe und öffentliche Arbeiten den preußischen Oberbaurat Karl Lentze mit der Ausarbeitung beauftragte. Da man damals die Statik für Brücken mit den großen Spannweiten von 100 Metern noch nicht beherrschte, plante man die Brücke anfangs nur für den Übergang einzelner Wagen, die von Pferden gezogen werden sollten. Dadurch wollte man das zweimalige Umladen der Ladung bei Benutzung der Fähren oder Fuhrwerke vermeiden.

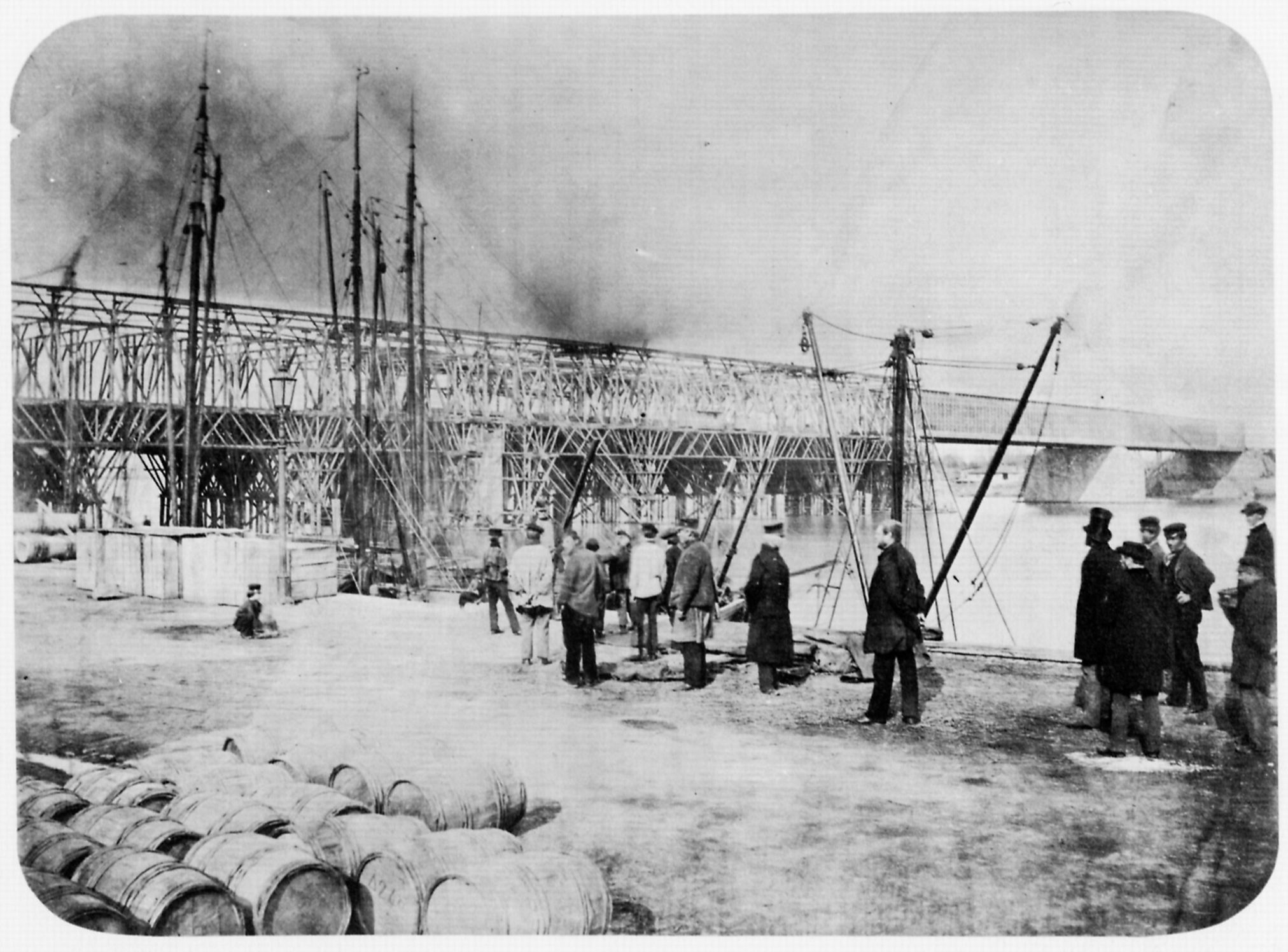
Bau der Dombrücke, 1859

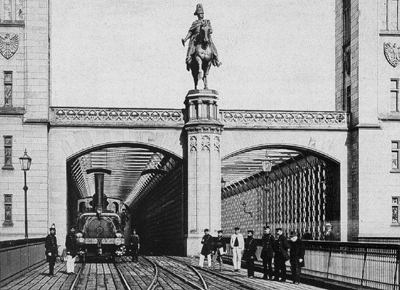
Dombrücke mit Lok der Köln-Mindener Eisenbahn-Gesellschaft, um 1867

Man entschied sich dann während des Baus von 1855 bis 1859 doch für eine zweigleisige Brücke mit Lokomotivverkehr, die am Westufer eine Drehbrücke zur Unterbrechung im Kriegsfall erhielt. Dies war eine Forderung des Militärs, das bei allen Brückenprojekten seine Zustimmung geben musste. Vorbilder waren die Eisenbahnbrücken über die Weichsel bei Dirschau und über die Nogat bei Marienburg, die beide 1857 für die preußische Ostbahn in Betrieb gingen. Es handelte sich um Gitterträgerbrücken mit Spannweiten von 131 und 101 Meter. Errichtet wurde sie unter Leitung von Hermann Lohse, der schon die Eisenbahnbrücken bei Dirschau und Marienburg gebaut hatte und der für die Gesellschaft später die erste Eisenbahnquerung der Elbe bei Hamburg baute.
Mit dem Bau wurde nach der Grundsteinlegung durch König Friedrich Wilhelm IV. am 3. Oktober 1855 begonnen. Sie wurde 1859 als zweite Eisenbahnbrücke über den Rhein zusammen mit einer parallel gebauten Straßenbrücke eröffnet. Die erste Eisenbahnbrücke über den Rhein war die im gleichen Jahr fertiggestellte deutsch-schweizerische Rheinbrücke Waldshut–Koblenz, die heute noch in Betrieb ist. Sie hat jedoch nur Spannweiten von maximal 52 Metern.

### Hollandstrecke
Mit der „Hollandstrecke“ von Oberhausen über Wesel und Emmerich bis zur deutsch/niederländischen Grenze bei Elten und weiter nach Arnheim (NL) entstand die nächste 73 Kilometer lange Bahnstrecke. Sie wurde abschnittsweise vom 15. Februar bis zum 20. Oktober 1856 dem Betrieb übergeben. Auf dem Streckenabschnitt von Emmerich bis zur Grenze überließ die CME der niederländischen „Nederlandse Rhijnspoorweg“ (NRS) den Betrieb.
Verzögerungen gab es bei der Streckenplanung in Wesel. Hier stellte das Militär Forderungen, wie und an welcher Stelle die Bahnstrecke die Festung Wesel passieren durfte. An der Lippe-Brücke und in der Nähe des Bahnhofs Wesel mussten Forts errichtet werden.

### Deutz-Gießener Eisenbahn
Zu den Erzgruben im Siegerland baute die Cöln-Mindener Eisenbahn 1859/62 ebenfalls von Deutz aus die 183 Kilometer lange Deutz-Gießener Eisenbahn über Betzdorf, Dillenburg und Wetzlar nach Gießen mit einem Abzweig nach Siegen. Im oberhessischen Gießen schloss sie an die Großherzoglich Hessischen Staatseisenbahnen an.
Der Bau der Strecke erforderte 26,5 Millionen Taler. Damit errechneten sich hier wegen der besonderen Streckenverhältnisse die Baukosten mit 1.088.226 Talern pro Meile, während sie bei der Hauptbahn nur 782.611 Taler pro Meile betrugen.

### Paris-Hamburger Bahn bzw. Hamburg-Venloer Bahn

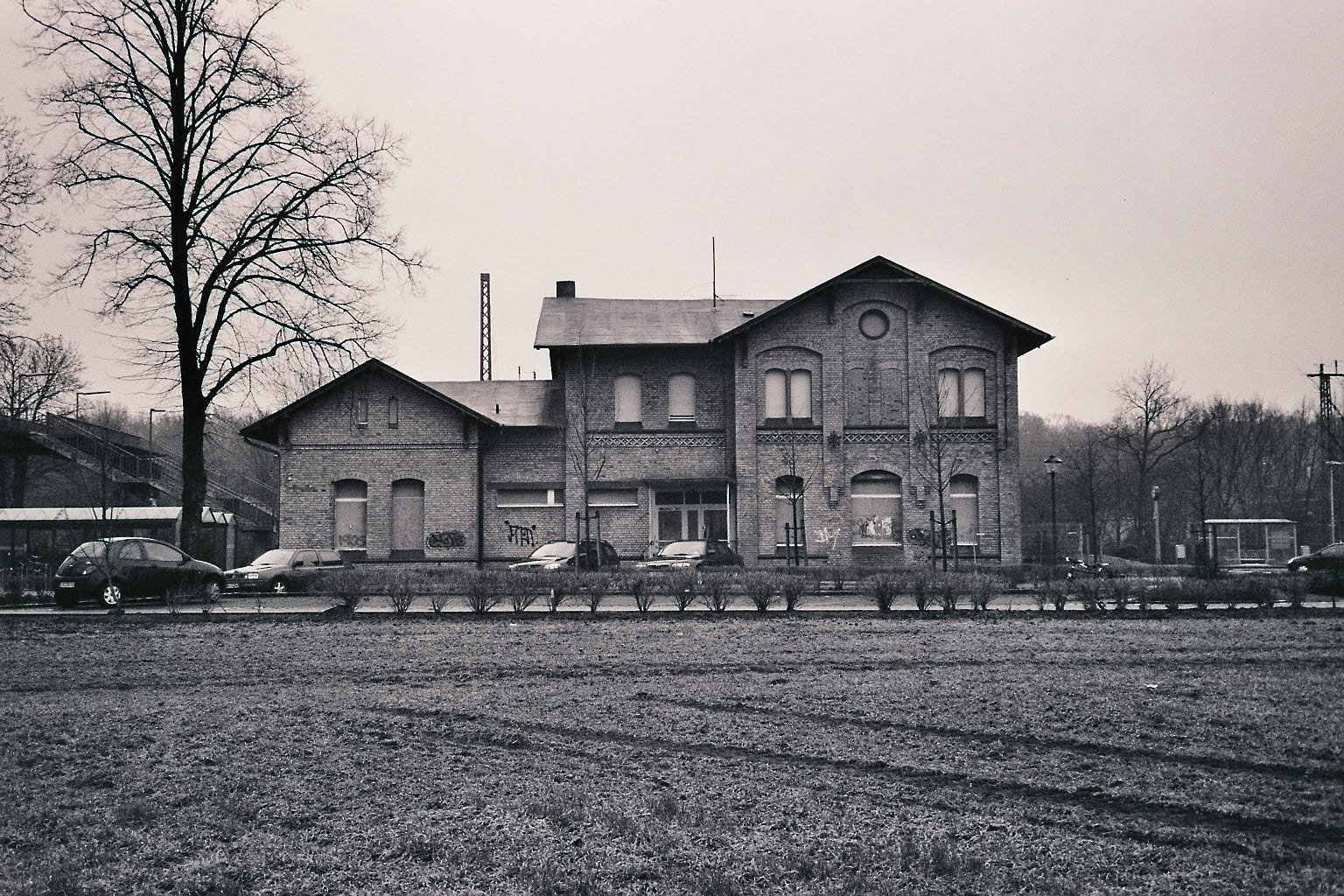
Bahnhof Appelhülsen an der Hamburg-Venloer Bahn; seit den 1990er Jahren in ruinösem Zustand, ca. 2010 abgerissen

Ende der 1860er-Jahre entstand das größte Projekt der Cöln-Mindener Eisenbahn-Gesellschaft, als sich Preußen entschloss, die von einer französischen Bahngesellschaft projektierte Bahnverbindung von Paris nach Hamburg (so genannte „Paris–Hamburger Bahn“) auf deutschem Boden von einer deutschen Bahngesellschaft bauen und betreiben zu lassen.
Die Ausschreibung der dann Hamburg-Venloer Bahn genannten rund 550 Kilometer langen Strecke gewann sie gegen ihren Konkurrenten, die Rheinische Eisenbahn-Gesellschaft. Für ihren Bau wurden Investitionen von 43 Millionen Taler errechnet.
Die Cöln-Mindener Eisenbahn-Gesellschaft hatte sich allerdings vorbehalten, diese von Venlo über Wesel, Münster und Osnabrück nach Bremen und Hamburg vorgesehene neue Verbindung an ihre Bestandsstrecke von Köln nach Minden anzubinden. Zunächst begannen die Arbeiten daher am Streckenabschnitt von Wanne-Eickel in Richtung Haltern und Münster. Erste Vermessungsarbeiten wurden 1866 vorgenommen, die Erdarbeiten führte die Gesellschaft ab dem Frühjahr 1868 durch. Während des Deutsch-Französischen Krieges wurden große Teile provisorisch in Betrieb genommen: Am 1. Januar 1870 bis Münster, am 1. September 1871 bis Osnabrück und am 15. Mai 1873 bis Hemelingen. Am 1. Juni 1874 schließlich wurde die Strecke fertiggestellt.
Noch während des Baus begann auf dem als Erstes fertiggestellten Streckenabschnitt in Haltern die Gleisverlegung in Richtung Venlo und es wurde am 1. März 1874 Wesel erreicht. Durch die neu zu errichtende Rheinbrücke bei Wesel, damals die längste Eisenbahnbrücke Deutschlands, verzögerte sich die Fertigstellung des letzten Teilstücks nach Venlo bis zum 31. Dezember 1874. Schon bei der Planung war argumentiert worden, dass von diesem Teilstück keine Rendite erwartet werden dürfe. So wurde das Teilstück Venlo–Straelen bereits nach 62 Jahren auf Betreiben der Niederländischen Staatsbahn am 3. Oktober 1936 stillgelegt. Stück für Stück wurden auch die meisten Teile der Reststrecke von Straelen über Wesel bis Haltern außer Betrieb genommen und abgebaut.
Der Streckenteil von Wanne-Eickel Hbf nach Hamburg zählt dagegen zu den meistbefahrenen Eisenbahnstrecken Deutschlands und wird auch als „Rollbahn“ bezeichnet.

### Emschertalbahn
Mit der zwischen 1874 und 1878 erbauten, 50 Kilometer langen Emschertalbahn von Dortmund nach Duisburg-Neumühl über Castrop-Rauxel Süd, Herne, Wanne-Eickel, Gelsenkirchen-Bismarck, Essen-Karnap und Oberhausen-Osterfeld Süd, im Wesentlichen parallel zur Emscher, ging die CME wie die anderen Bahngesellschaften ins Ruhrgebiet und suchte ebenfalls den Anschluss an die dortigen Bergwerke und Hütten.

## Lokomotiven und Wagen

1B-Güterzuglok der Köln-Mindener-Eisenbahn, 1862 bei Hartmann gebaut

Für den Personenzugverkehr über ihre durchweg langen Strecken stellte die Gesellschaft noch bis 1869 70 Crampton-Lokomotiven mit der Achsfolge 2’A in Dienst. Sie erreichten Spitzengeschwindigkeiten bis zu 112 km/h bei völlig ruhigem Lauf. Diese häufig auch Spinnräder genannten Maschinen hatten nur eine Antriebsachse mit Rädern von fast 2 Metern im Durchmesser und einen sehr langen, tief liegenden Kessel. Einige dieser Maschinen wurden später in der eigenen Zentralwerkstatt in Dortmund in 1B-Maschinen (eine Vorlauf-Achse, zwei Antriebsachsen) mit Raddurchmessern von nur noch 1525 mm umgebaut.
Ab 1871 wurden für die immer schwerer werdenden Züge dann 1B-gekuppelte Maschinen mit Raddurchmessern von 1981 mm angeschafft. Diese „Durchbrenner“ genannten Maschinen hatten einen besonders langen Radstand von 5690 mm und einen durchhängenden Stehkessel. Weitere Personenzugloks hatten die Achsfolge 1B. Die 363 Güterzuglokomotiven hatten die Achsfolgen 1B und C. Die Tenderloks hatten sehr unterschiedliche Achsfolgen.
Im Güterverkehr dominierten die 1B-gekuppelten Lokomotiven. Maschinen mit drei angetriebenen Achsen (C) wurden in kleiner Stückzahl ab 1865 in Dienst gestellt. Die Güterwagen hatten einen grauen Anstrich. Die Personenwagen waren zweiachsige Abteilwagen.

## Verstaatlichung

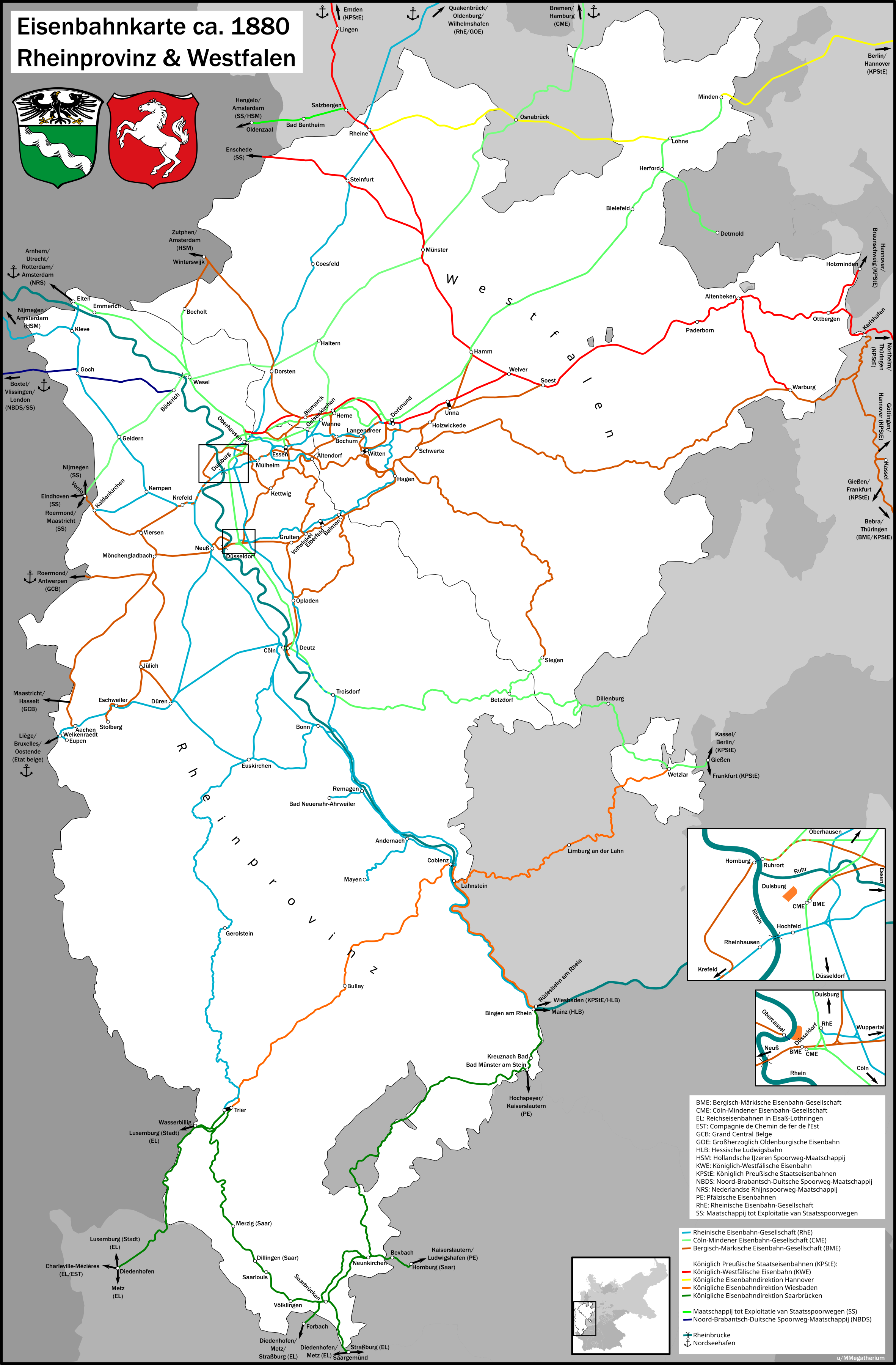
Eisenbahnkarte der Rheinprovinz & Westfalen (Preußen) kurz vor der Verstaatlichung durch den Preußischen Staat

Das Gesetz zur Verstaatlichung der Cöln-Mindener Eisenbahn wurde am 20. Dezember 1879 verkündet. Zu diesem Zeitpunkt besaß der Preußische Staat bereits 74 Prozent des Grundkapitals der Gesellschaft. Die für die Verwaltung und Betriebsführung der Bahn gegründete „Königliche Direction der Cöln-Mindener Eisenbahn zu Köln“ der Preußischen Staatseisenbahnen übernahm die Betriebsführung schon mit Wirkung vom 1. Januar 1879. Am 23. Februar 1881 wurde diese Direktion in „Königliche Eisenbahn-Direktion zu Köln rechtsrheinisch“ umbenannt.
Die Cöln-Mindener Eisenbahn-Gesellschaft verfügte bei der Verstaatlichung über 619 Lokomotiven und 17.023 Wagen. Sie betrieb ein Bahnnetz von 1108 Kilometer Länge. Davon waren 467 Kilometer doppelgleisig. Der über Staatsanleihen finanzierte Kaufpreis betrug 509.326.500 Mark. Aufgelöst wurde die Gesellschaft zum 1. Januar 1886.